# Pacific Rim Rugby Championship
Die Pacific Rim Rugby Championship (aus Gründen des Sponsorings auch Epson Cup genannt) war ein von 1996 bis 2001 jährlich ausgetragenes internationales Rugby-Union-Turnier. Teilnehmer waren Nationalmannschaften aus Ländern im und rund um den Pazifischen Ozean.
Ausrichter des Wettbewerbs war der International Rugby Board. Bei den ersten drei Turnieren spielten Kanada, die Vereinigten Staaten, Japan und Hongkong um den Titel. Im Jahr 1999 wurde der Wettbewerb auf sechs Mannschaften erweitert, wobei Fidschi, Samoa und Tonga an die Stelle Hongkongs traten.
Der Wettbewerb endete beim Auslaufen des Sponsoringvertrags mit Epson im Jahr 2001. Der darin integrierte Wettbewerb Pacific Tri-Nations mit Fidschi, Tonga und Samoa lief drei Jahre weiter, bis ihn der IRB 2005 zum heute noch bestehenden Pacific Nations Cup erweiterte (im ersten Austragungsjahr noch Pacific 5 Nations genannt). Der ebenfalls als Ersatz vorgesehene Super Cup bestand nur von 2003 bis 2005.

## Siegerliste
- 1996:  Kanada
- 1997:  Kanada
- 1998:  Kanada
- 1999:  Japan
- 2000:  Samoa
- 2001:  Fidschi